# Іда Інгемарсдоттер
Іда Інгемарсдоттер (швед. Ida Ingemarsdotter, 26 квітня 1985) - шведська лижниця, олімпійська чемпіонка, чемпіонка світу. 
Іда бере участь у міжнародних змаганнях з лижних перегонів із 2003 року. Чемпіонкою світу вона стала на чемпіонаті 2011, що проходив у Холменколлені, вигравши командний спринт разом із Шарлоттою Калла.